# 温公颐
温公颐（1904年—1996年），原名寿链，笔名梦华，福建龙岩人，中国哲学家、逻辑学家，曾任南开大学教授、博士生导师。